# Проклятие Франкенштейна (фильм, 1972)
Проклятие Франкенштейна (исп. La Maldición de Frankenstein) — испано-французский фильм ужасов 1972 года режиссёра Хесуса Франко.

## Сюжет
Восставший из мёртвых граф Калиостро убивает доктора Франкенштейна и захватывает его чудовище. Калиостро пытается изучать это существо, а также намеревается создать таким же путём женщину.

## В ролях
- Ховард Вернон — граф Калиостро
- Альберто Далбес — доктор Сьювард
- Дэннис Прайс — доктор Франкенштейн
- Беатриз Савонн — Вера Франкенштейн
- Анн Либер — Мелиса
- Фернандо Бильбао — Монстр

## Версии
Существует версия фильма под названием Эротические опыты Франкенштейна, в которой большее внимание уделяется эротической составляющей.